# Kościół Najświętszego Serca Pana Jezusa i św. Jana Bosko w Katowicach
Kościół Najświętszego Serca Pana Jezusa i św. Jana Bosko w Katowicach – rzymskokatolicki kościół parafialny pod wezwaniem Najświętszego Serca Pana Jezusa i św. Jana Bosko przy ul. Aleksandra Fredry w katowickiej dzielnicy Piotrowice-Ochojec.
Odpust przypada niedzielę po Uroczystości Najświętszego Serca Pana Jezusa.

## Historia
Budowę kościoła rozpoczęto w 1974 roku. Autorami projektu byli inżynierowie Karol Gierlotka i Franciszek Klimek. Prace budowlane wykonywali w czynie społecznym parafianie. Świątynię poświęcił bp Herbert Bednorz 15 grudnia 1979 roku. Autorami koncepcji wystroju wnętrza byli inżynierowie Karol Gierlotka i Michał Kuczmiński oraz artysta rzeźbiarz Zygmunt Brachmański. Prace przy przebudowie wnętrza rozpoczęto w 1988 roku. W 1989 roku w prezbiterium umieszczono rzeźbę przedstawiającą wyłaniającego się ze ściany Chrystusa autorstwa Zygmunta Brachmańskiego. W latach 1991–1992 zainstalowano marmurowy ołtarz, ambonę, chrzcielnicę i balaski. Nowe dzwony poświęcił 13 grudnia 1997 roku bp Piotr Libera. W przylegającej do kościoła kaplicy św. Jana Bosko znajduje się kopia Obrazu Matki Boskiej Piekarskiej. W 2018 poświęcono kaplicę dedykowaną św. Janowi Pawłowi II. Kościół posiada dwie nawy zlokalizowane do siebie prostopadle.

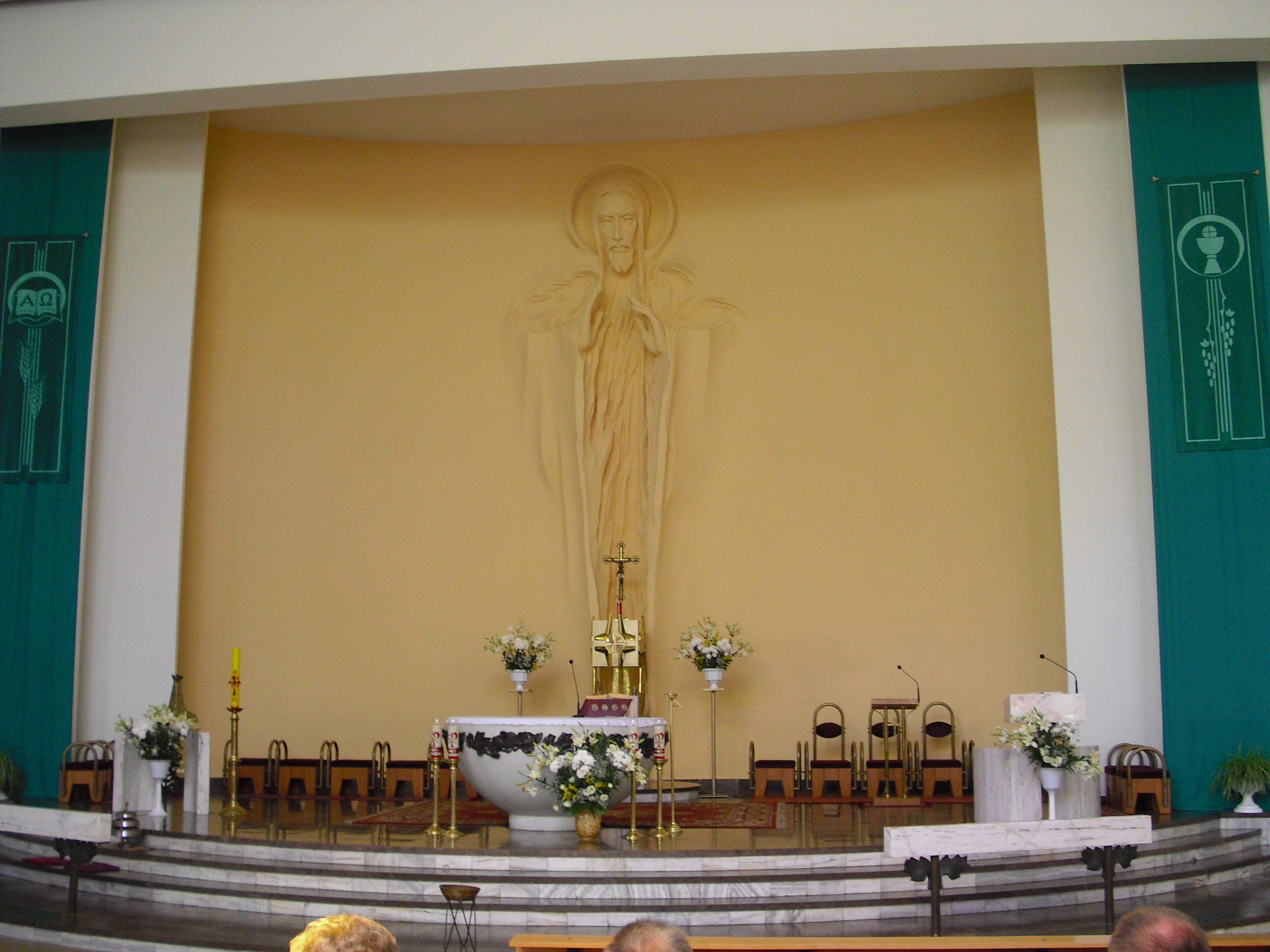
Prezbiterium
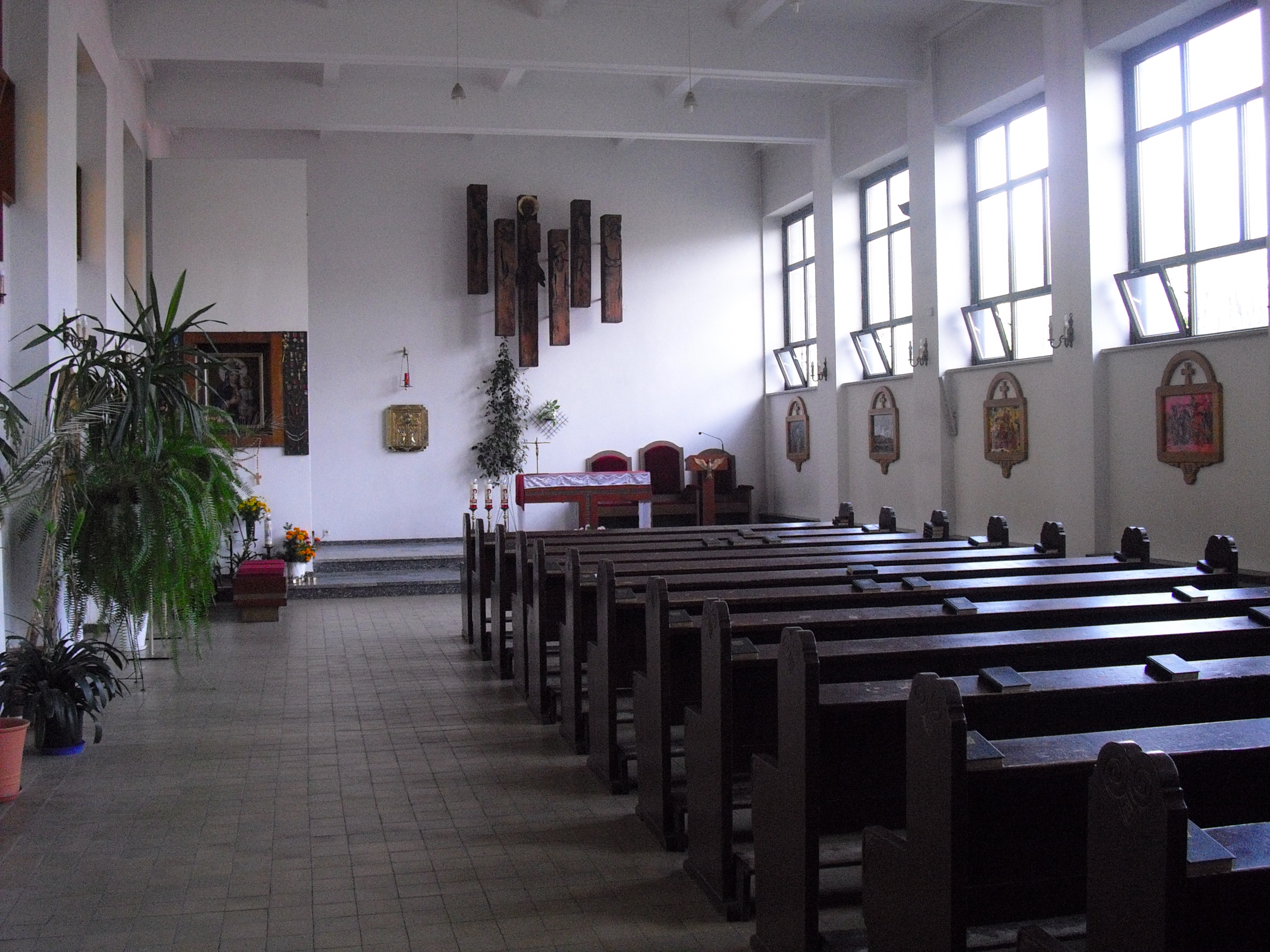
Kaplica św. Jana Bosko